# Idioma tigriña
El idioma tigriña (ትግርኛ, Təgrəññaⓘ) es una lengua etiópica y desciende del ge'ez, que es una lengua semítica meridional. El nombre de la lengua corresponde al nombre de la provincia de Tigray, en Etiopía. Aparte de ser la lengua moderna que más se parece al ge'ez, se sabe poco sobre la historia lingüística del tigriña, pues todos los documentos escritos son relativamente recientes, siendo que antes todo se escribía en el antiguo idioma ge'ez. Solamente hay raras excepciones en escritos anteriores al siglo XIX, que es cuando algunos viajeros europeos registraron listas de palabras en tigriña. El códice Loggo Sarda, hallado en la iglesia de Sarda, en Etiopía, es probablemente la primera producción de literatura escrita y data del siglo XIX.
El tigriña es hablado mayoritariamente por la población de la provincia de Tigray, en Etiopía, y en las tierras altas de Eritrea (en las provincias de Akkele Guzay, Serae y Hamasien). Además, el tigriña se habla, principalmente como segunda lengua, en el resto de Eritrea.
Se calcula el número de hablantes de tigriña en unos 6,7 millones de personas, de los cuales alrededor de 2 millones viven en Eritrea, lo que supone cerca del 50 % de la población total de ese país.
El tigriña es, junto con el árabe, el inglés y el italiano, una de las lenguas oficiales de Eritrea, siendo el principal medio de enseñanza, literatura y comunicación masiva en dicho país. 
El tigriña es el tercer idioma más hablado de Etiopía, donde cuenta con su espacio en la televisión nacional. Para escribir en tigriña se usa el silabario etiópico proveniente del ge'ez. El orden de la palabra es normalmente sujeto, complemento y verbo. 
En la versión eritrea del tigriña hay un amplio vocabulario italiano, producto de la prolongada colonización de Italia en este país. Esta presencia es mucho menor en el tigriña del norte de Etiopía, país que se mantuvo libre del colonialismo europeo. También hay otras diferencias de acento y vocabulario entre el tigriña eritreo y el tigriña etíope. No obstante, estas variaciones no obstruyen la comunicación, siendo tal vez comparables con las que hay entre el español de unos países y de otros.
En todo el territorio de habla tigriña la influencia reciente del amhárico (idioma nacional de Etiopía) sobre el tigriña es muy amplia, aunque no es una influencia muy foránea, ya que ambos idiomas tienen la misma raíz, el mismo alfabeto, gramáticas y vocabularios muy parecidos, marcando una diferencia menor a la que existe entre el español y el portugués.

## Sistema de escritura
|    | ä | u | i | a | e | (ə) | o | wä | wi | wa | we | wə |  |
| -- | - | - | - | - | - | --- | - | -- | -- | -- | -- | -- |  |
| h  | ሀ | ሁ | ሂ | ሃ | ሄ | ህ   | ሆ |    |    |    |    |    |  |
| l  | ለ | ሉ | ሊ | ላ | ሌ | ል   | ሎ |    |    |    |    |    |  |
| ḥ  | ሐ | ሑ | ሒ | ሓ | ሔ | ሕ   | ሖ |    |    |    |    |    |  |
| m  | መ | ሙ | ሚ | ማ | ሜ | ም   | ሞ |    |    |    |    |    |  |
| ś  | ሠ | ሡ | ሢ | ሣ | ሤ | ሥ   | ሦ |    |    |    |    |    |  |
| r  | ረ | ሩ | ሪ | ራ | ሬ | ር   | ሮ |    |    |    |    |    |  |
| s  | ሰ | ሱ | ሲ | ሳ | ሴ | ስ   | ሶ |    |    |    |    |    |  |
| š  | ሸ | ሹ | ሺ | ሻ | ሼ | ሽ   | ሾ |    |    |    |    |    |  |
| ḳ  | ቀ | ቁ | ቂ | ቃ | ቄ | ቅ   | ቆ | ቈ  | ቊ  | ቋ  | ቌ  | ቍ  |  |
| ḳʰ | ቐ | ቑ | ቒ | ቓ | ቔ | ቕ   | ቖ | ቘ  | ቚ  | ቛ  | ቜ  | ቝ  |  |
| b  | በ | ቡ | ቢ | ባ | ቤ | ብ   | ቦ |    |    |    |    |    |  |
| v  | ቨ | ቩ | ቪ | ቫ | ቬ | ቭ   | ቮ |    |    |    |    |    |  |
| t  | ተ | ቱ | ቲ | ታ | ቴ | ት   | ቶ |    |    |    |    |    |  |
| č  | ቸ | ቹ | ቺ | ቻ | ቼ | ች   | ቾ |    |    |    |    |    |  |
| ḫ  | ኀ | ኁ | ኂ | ኃ | ኄ | ኅ   | ኆ | ኈ  | ኊ  | ኋ  | ኌ  | ኍ  |  |
| n  | ነ | ኑ | ኒ | ና | ኔ | ን   | ኖ |    |    |    |    |    |  |
| ñ  | ኘ | ኙ | ኚ | ኛ | ኜ | ኝ   | ኞ |    |    |    |    |    |  |
| ʾ  | አ | ኡ | ኢ | ኣ | ኤ | እ   | ኦ |    |    |    |    |    |  |
| k  | ከ | ኩ | ኪ | ካ | ኬ | ክ   | ኮ | ኰ  | ኲ  | ኳ  | ኴ  | ኵ  |  |
| x  | ኸ | ኹ | ኺ | ኻ | ኼ | ኽ   | ኾ | ዀ  | ዂ  | ዃ  | ዄ  | ዅ  |  |
| w  | ወ | ዉ | ዊ | ዋ | ዌ | ው   | ዎ |    |    |    |    |    |  |
| ʿ  | ዐ | ዑ | ዒ | ዓ | ዔ | ዕ   | ዖ |    |    |    |    |    |  |
| z  | ዘ | ዙ | ዚ | ዛ | ዜ | ዝ   | ዞ |    |    |    |    |    |  |
| ž  | ዠ | ዡ | ዢ | ዣ | ዤ | ዥ   | ዦ |    |    |    |    |    |  |
| y  | የ | ዩ | ዪ | ያ | ዬ | ይ   | ዮ |    |    |    |    |    |  |
| d  | ደ | ዱ | ዲ | ዳ | ዴ | ድ   | ዶ |    |    |    |    |    |  |
| ǧ  | ጀ | ጁ | ጂ | ጃ | ጄ | ጅ   | ጆ |    |    |    |    |    |  |
| g  | ገ | ጉ | ጊ | ጋ | ጌ | ግ   | ጎ | ጐ  | ጒ  | ጓ  | ጔ  | ጕ  |  |
| ṭ  | ጠ | ጡ | ጢ | ጣ | ጤ | ጥ   | ጦ |    |    |    |    |    |  |
| č̣  | ጨ | ጩ | ጪ | ጫ | ጬ | ጭ   | ጮ |    |    |    |    |    |  |
| p̣  | ጰ | ጱ | ጲ | ጳ | ጴ | ጵ   | ጶ |    |    |    |    |    |  |
| ṣ  | ጸ | ጹ | ጺ | ጻ | ጼ | ጽ   | ጾ |    |    |    |    |    |  |
| ṣ́  | ፀ | ፁ | ፂ | ፃ | ፄ | ፅ   | ፆ |    |    |    |    |    |  |
| f  | ፈ | ፉ | ፊ | ፋ | ፌ | ፍ   | ፎ |    |    |    |    |    |  |
| p  | ፐ | ፑ | ፒ | ፓ | ፔ | ፕ   | ፖ |    |    |    |    |    |  |
|    | ä | u | i | a | e | (ə) | o | wä | wi | wa | we | wə |  |